# Svarttjärnen (Söderbärke socken, Dalarna, 667056-149687)
Svarttjärnen är en sjö i Smedjebackens kommun i Dalarna och ingår i Norrströms huvudavrinningsområde.